# Heliophanus simplex
Heliophanus simplex là một loài nhện trong họ Salticidae.
Loài này thuộc chi Heliophanus. Heliophanus simplex được Eugène Simon miêu tả năm 1868.